# 林城镇 (会同县)
林城镇是会同县县政府所在地。小镇面积不大，若干平方公里，位于青山环绕的小盆地当中。209国道穿过镇中心，焦柳铁路经过小镇东侧。
林城公园又名粟裕公园是小镇唯一的公园，内设粟裕纪念碑和纪念馆。

## 行政区划
林城镇下辖以下村级行政区划单位
改河社区、东门社区、建设社区、洪溪村、小寨村、龙塘村、大石板村、洒口村、小茶溪村、茶溪村、何家冲村、大桥村、渡头村、大冲村、早禾村、翁保村、长田村、白岩村、洞头村、酿溪村、棕李村、棕坪村、石碑村、藕塘村和步云村。